# Robert Baden-Powell
Robert Stephenson Smyth Baden-Powell, primer baró Baden-Powell OM, GCMG GCVO KCB KStJ DL (22 de febrer del 1857, Londres - 8 de gener del 1941, Nyeri, Kenya), també conegut com a B-P o Lord Baden-Powell, va ser tinent general de l'exèrcit britànic, escriptor i, sobretot, se'l coneix per ser el fundador del moviment escolta mundial.
Després d'haver estat educat en la Charterhouse School, Baden-Powell va servir a l'exèrcit britànic des del 1876 fins al 1910 a l'Índia i l'Àfrica. El 1899, durant la guerra dels Bòers a Sud-àfrica, Baden-Powell va defensar amb èxit Mafeking en el setge d'aquesta ciutat. Molts nens també van llegir diversos dels seus llibres militars, escrits a partir dels entrenaments militars de reconeixement i exploració durant els seus anys a l'Àfrica. Basant-se en els llibres anteriors, el 1908 va escriure Scouting for Boys (Escoltisme per a nois), publicat per als lectors joves per Sir Arthur Pearson, primer baronet. Durant l'escriptura, va posar en pràctica les seves idees a través d'un campament a l'illa de Brownsea amb nens de l'illa i amb fills dels seus amics, que va començar l'1 d'agost del 1907 i que ara és vista com l'inici de l'escoltisme.
Després de casar-se, la seva dona, Olave Soames St Clair, i la seva germana, Agnes Baden-Powell, van encaminar el moviment escolta i guia. Baden-Powell va viure els seus últims anys a Nyeri, Kenya, on va morir i va ser enterrat el 1941.

## Naixement i adolescència
Robert Stephenson Smyth Powell, conegut com a Baden-Powell,va néixer al número sis del carrer Stanhope (actualment el número onze), a Paddington, Londres, el 22 de febrer del 1857. Robert Stephenson va ser el seu padrí i homònim.

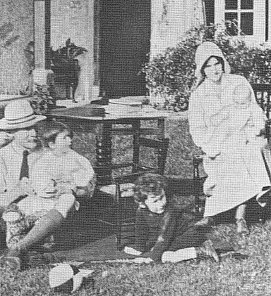
La família Baden-Powell al 1917

El seu pare, el reverend Baden Powell, professor de geometria a la Universitat d'Oxford, ja tenia quatre fills adolescents del segon matrimoni. El 10 de març del 1846 a l'Església de Sant Lluc, a Chelsea, el reverend Powell es va casar amb Henrietta Grace Smyth (3 setembre del 1824 - 13 d'octubre del 1914), la filla gran de l'almirall William Henry Smyth, que era 28 anys més petita que ell. Van tenir fills molt aviat: Warington Baden-Powell (a principis del 1847), George (a finals del 1847), Augustus (1849) i Francis (1850). Després que els tres fills grans morissin molt joves, van néixer Stephe, Agnes (1858) i Baden (1860). Els tres nens petits i l'Augustus es portaven molt bé. El reverend Powell va morir quan Stephe tenia tres anys i, com a homenatge al seu pare i per diferenciar els seus fills dels germans per part de pare, la mare va canviar el cognom de la família pel de Baden-Powell. Posteriorment, Stephe va ser criat per la seva mare, una dona forta que va determinar que els seus fills tinguessin èxit. El 1933 Baden-Powell va dir d'ella que «l'únic secret que m'ajudava a tirar endavant era tenir la meva mare a prop».
Després d'anar a l'escola Rose Hill, període en què el seu germà preferit, Augustus, va morir, Stephe Baden-Powell va ser guardonat amb una beca per estudiar a la Charterhouse School, una prestigiosa escola pública d'Anglaterra. El primer contacte amb les habilitats escoltes va ser a través de jocs d'aguait i caça mentre evitava els professors en els boscos propers, que eren estrictament zona prohibida. També tocava el piano i el violí, era un artista ambidextre, i gaudia actuant. Les vacances les passava fent vela esportiva o expedicions amb canoa amb els seus germans.
Tot i no ser un bon estudiant, de ben petit va mostrar gran habilitat per la supervivència i l'aventura pels boscos. Sovint s'escapava de l'escola per anar a un petit bosc del costat on posava en pràctica tota mena d'habilitats i coneixements: fer foc sense que es veiés el fum, caçar conills amb trampes, fer cabanes, nusos, construccions... Vers el desinterès escolar va fer les proves per entrar a l'exèrcit britànic, que va passar satisfactòriament i amb habilitat. Allà va destacar per la seva capacitat d'adaptació a tota mena de dificultats.

## Carrera militar
El 1876, Baden-Powell, com es feia dir llavors, es va unir a la tretzena de Hussars, a l'Índia, amb el rang de tinent. Va millorar i perfeccionar les habilitats militars d'exploració a principis del 1880 a la província de KwaZulu-Natal de Sud-àfrica. Durant un dels viatges, es va trobar una sèrie de ponts de fusta, usats pel rei zulu Dinizulu, que més tard va incorporar a la insígnia de fusta, un programa de formació que va iniciar després de fundar el moviment escolta. Aquestes habilitats de Baden-Powell van impressionar els seus superiors i va ser ascendit a secretari militar i ajudant en els campaments del comandant en cap i governador de Malta, el seu oncle, el general Sir Henry August Smyth. Va ser destinat a Malta durant tres anys, on va treballar com a oficial d'intel·ligència al Mar Mediterrani pel director d'intel·ligència militar.
Baden-Powell va tornar a l'Àfrica el 1896 per ajudar la British South Africa Company, colons en estat de setge a Matabele durant la segona guerra dels Bòers. Va ser una experiència formativa, no només perquè va comandar missions de reconeixement en territori enemic a Matobo Hills, sinó perquè va ser la font d'inspiració de moltes de les seves idees escoltes que va tenir més tard. Va ser durant aquesta campanya que va conèixer i va entaular amistat amb l'explorador nord-americà Frederick Russell Burnham, qui va introduir Baden-Powell a les històries de l'Amèrica del vell oest i a l'artesania de la fusta. És aquí on va portar per primer cop el seu distintiu, el barret i el mocador pel coll.
Després de Rhodèsia, Baden-Powell va participar en una invasió britànica reeixida a Aixanti, a l'Àfrica Occidental, a la quarta guerra Anglo-aixanti i, a l'edat de quaranta anys va ser ascendit per dirigir el cinquè Dragoon Guards, el 1897, a l'Índia. Uns anys més tard, va escriure un petit manual titulat Aids to Scouting (Ajudes a l'exploració). És un resum de les conferències que havia fet sobre les exploracions militars, per ajudar a l'entrenament de reclutes. Utilitzant aquest i altres mètodes va ser capaç d'ensenyar-los a pensar de manera independent, utilitzar la iniciativa i sobreviure al desert.
Baden-Powell va ser acusat d'executar il·legalment un presoner de guerra el 1896, Uwini, el cap dels matabele, que es va rendir. Uwini va ser afusellat per un escamot d'afusellament ordenat per Baden-Powell. Baden-Powell va ser investigat, i més tard, va quedar «en llibertat sense una taca en la meva persona». Robin Clay, net de Baden-Powell, va comentar el 2009: «Tots cometem errors».
Va tornar a Sud-àfrica abans de la segona guerra Bòer i va ser contractat en altres accions militars contra els zulus. En aquest moment, havia estat ascendit i era el coronel més jove de l'exèrcit britànic. Va ser responsable de l'organització de la Legió d'Homes de Fronteres per ajudar l'exèrcit regular. Tot i aquesta organització, el van atrapar en el setge de Mafeking, envoltat per un exèrcit bòer de més de vuit mil homes. Encara que totalment superats en nombre, la guarnició va resistir el setge 217 dies. Aquest fet és atribuïble a l'astúcia i enganys militars que es van dur a terme a instàncies de Baden-Powell com a comandant de la guarnició. Van plantar camps de mines falsos i els soldats van rebre l'ordre de simular que evitaven un filferro de pues inexistent mentre es movien entre trinxeres. Baden-Powell va fer la major part dels treballs de reconeixement.
Els punts de vista contraris a les accions de Baden-Powell durant el setge de Mafeking van fer córrer el rumor que l'èxit en la resistència als bòers va ser a causa de les vides dels soldats nadius d'Àfrica i els civils, inclosos els membres de la seva guarnició. Thomas Pakenham va declarar que Baden-Powell va reduir dràsticament les racions a la guarnició dels nadius. No obstant això, el 2001, després d'una investigació posterior, Pakenham es va retractar.

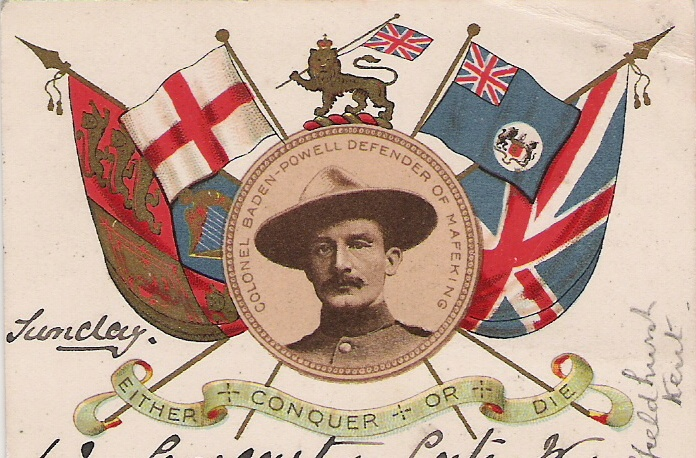
Baden-Powell en una postal patriòtica al 1900

## Moviment escolta
L'experiència en el setge de Mafeking i la preocupació per la dificultat dels joves del seu país per adaptar-se a la vida a l'aire lliure i en condicions desfavorables, va ser recollida a Aids to scouting (Ajudes a l'exploració), que Baden-Powell escrigué el 1899, i que va arribar a Anglaterra durant el setge de Mafeking. Principalment anava destinat als militars adults, tot i que va tenir molts lectors joves.
Robert Baden-Powell, després de diverses recomanacions, es planteja d'escriure un llibre adreçat directament als nois; ho comença a fer i, com a culminació, el 1907 organitza a l'illa de Brownsea un campament que li serviria de prova, amb una vintena de nois de diferents ambients i classes socials. El resultat final va ser la publicació de Scouting for boys (Escoltisme per a nois) l'any següent; al llibre, editat en forma de fascicles, hi explicava petites històries i donava consells per aventurar-se en l'escoltisme, és a dir, en l'exploració en el medi natural, d'acord amb unes normes de comportament similars a les dels cavallers medievals, sobre els quals deia:
| « | Els cavallers eren els escoltes dels temps antics i les seves regles eren molt semblants a la llei escolta que tenim avui. | » |

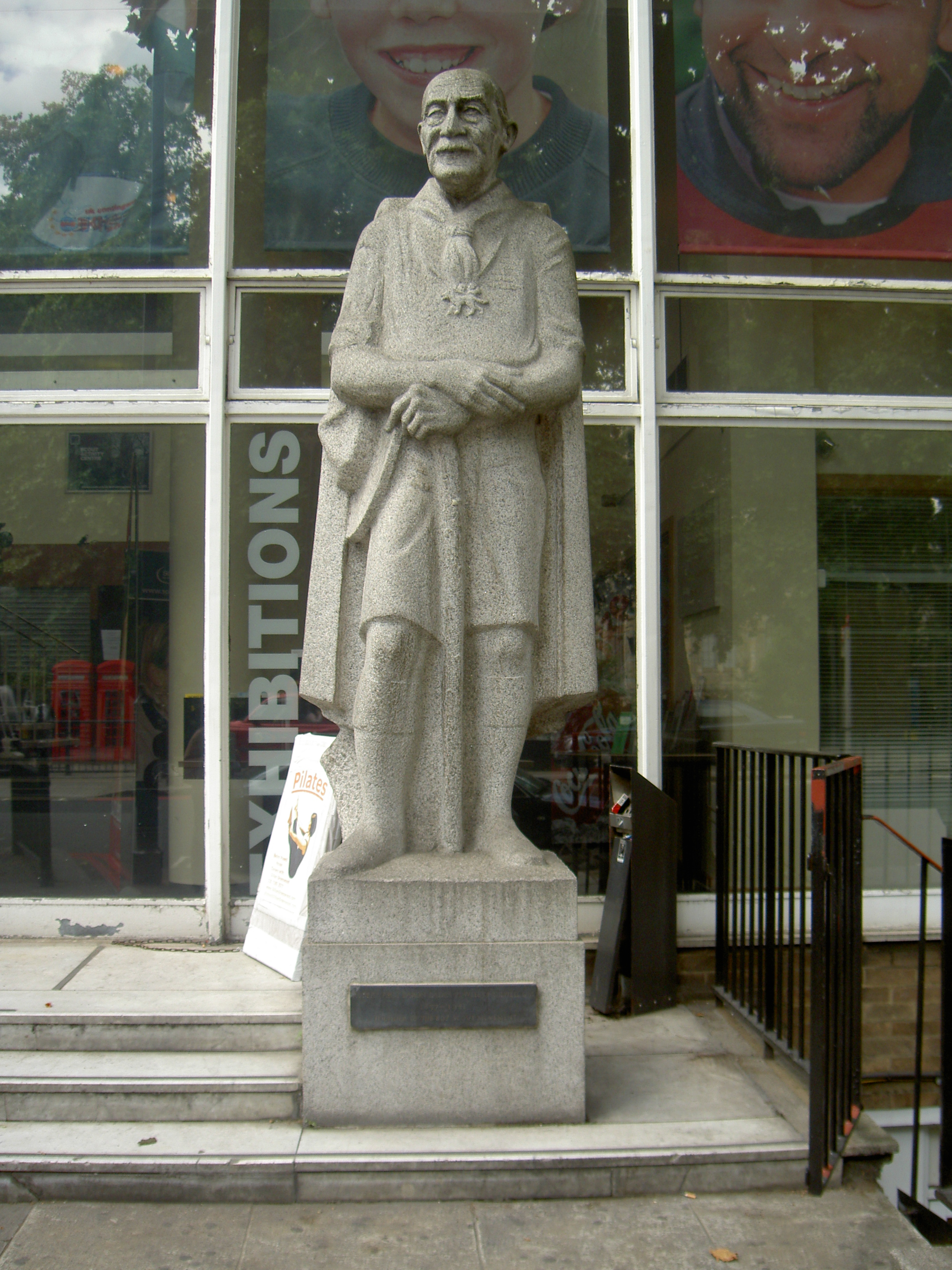
Monument de Robert Baden-Powell a Londres

La gran novetat d'aquesta obra era presentar el desenvolupament de les activitats en el medi natural, sobretot en una societat com l'anglesa, amb un alt grau d'industrialització; molt probablement no devia ser casualitat que aquest nou moviment sorgís a Anglaterra, on cinquanta anys abans, el 1857, s'havia creat el club excursionista Alpine de Londres, el primer centre d'aquestes característiques.
El llibre de Baden-Powell esdevingué la base de l'escoltisme, l'inici del moviment escolta, i molts grups s'hi començaren a basar. A partir d'aquí, es va organitzar l'associació escolta anglesa, la primera del món. Traduït a diverses llengües, va ser editat en català amb el títol Escoltisme per a nois (1968).
En un primer moment, l'escoltisme s'adreçava als nois de dotze a catorze anys, que eren els que s'anomenaven pròpiament scouts (escoltes); més tard, però, es va crear el moviment dels wolf cubs (llobatons, 1916), per a nens de vuit a onze anys, amb una animació basada en El Llibre de La Jungla de Rudyard Kipling, i el dels rovers (rovers, 1918), per a nois de més de a disset anys, amb el llibre Rovering to succes. Inicialment, l'escoltisme també era una entitat només per a nois (igual que l'exèrcit), però el 1910 Baden-Powell va crear el guiatge, l'escoltisme femení, per a les noies, les girl-guides (noies guia), el qual va prendre força el 1912: després de casar-se amb Olave Saint Clair Soames, que essent la seva dona, l'anomenada Lady Baden-Powell, va començar a encarregar-se'n. Van crear els jamborees, aplecs mundials, i van fundar l'Organització Mundial de l'Escoltisme (World Organisation of the Scout Movement, WOSM). Lady Olave va morir a Londres el 1977 i les seves cendres van ser dutes a Kenya on reposava el marit.

## El testament de Baden-Powell
La vàlua de Baden-Powell queda palesa en el seu testament, el darrer
missatge adreçat als nois i noies escoltes d'arreu del món, que va ser trobat
entre els seus papers després de la seva mort.
| « | Estimats escoltes, Si mai heu llegit el conte Peter Pan, recordareu que el cap dels pirates sempre estava fent el seu discurs de mort perquè temia que li arribés l'hora de la mort i no tingués temps de compartir-lo. Això és el que em passa a mi i, per tant, encara que en aquest moment no m'estic pas morint, ho faré un d'aquests dies i voldria dir-vos uns mots de comiat. Recordeu bé que aquests mots seran els últims que sentireu de mi. He tingut una vida molt feliç, i voldria que també la tinguéssiu cadascun de vosaltres. Jo crec que Déu ens posa en aquest món tan bell per ser feliços i gaudir de la vida. La felicitat no s'obté pas fent-se ric, ni tan sols reeixint en la carrera, ni satisfent tots els gustos. Un bon pas cap a la felicitat és fer-vos sans i forts mentre sou nois, perquè pugueu ésser útils i, per tant, gaudir de la vida quan sigueu homes. L'estudi de la natura us demostrarà quantes belleses i meravelles ha posat Déu en el món que gaudiu. Acontenteu-vos amb el que hàgiu aconseguit i feu tot el possible per conservar-ho. Mireu el cantó bo de les coses, i no pas el dolent. Però el camí autèntic per arribar a la felicitat és fent feliç a l'altra gent. Procureu deixar aquest món una mica millor de com l'heu trobat i quan us arribi l'hora de la mort, podreu morir feliços pensant que no heu malgastat el temps, sinó que heu fet tot el que heu pogut. Estigueu «sempre a punt» per viure feliços, sigueu fidels sempre a la vostra promesa escolta —fins i tot quan ja no sigueu nois— i Déu us hi ajudarà. El vostre amic, Baden Powell | » |

## El missatge de Baden-Powell
Baden-Powell parlava de manera que els nois l'entenien de seguida, com en el seu missatge de l'escoltisme:
- Doneu sempre gràcies a Déu. Cada vegada que teniu un goig, que guanyeu un joc o que reeixiu a fer bé una cosa, doneu-li gràcies, encara que només sigui amb una o dues paraules com feu després de menjar. I també és bo de pregar pels altres...
- Arreu on van els escoltes estimen els boscos, les muntanyes i les prades, i els plau de conèixer els animals que els habiten i les meravelles de les flors i les plantes.
- Sigueu sempre servicials i generosos, i agraïts a qualsevol favor que us facin, i tingueu cura de demostrar-ho. Recordeu que un present que us facin no és vostre fins que no hàgiu donat les gràcies a qui us l'hagi fet.
- L'acampada és una part molt agradable de la vida escolta. Vivint a l'aire lliure del bon Déu, enmig dels turons i d'arbres, entre ocells i bestioles, en el mar i pels rius, és a dir, vivint en plena naturalesa, tenint la vostra pròpia tenda, cuinant i coneixent món, assolireu una salut i una felicitat que les parets i el fum de les ciutats mai no us proporcionaran.
- Fer caminades i descobrir nous indrets és sempre una gran aventura. Us enfortirà i endurirà de tal manera que tant us serà que faci vent com que plogui, que faci calor o fred. Ho acceptareu tot tal com vingui, amb aquella confiança que us permet d'afrontar qualsevol dificultat amb un somriure als llavis, convençuts que a la darreria vencereu.
- Heu de saber parar una tenda o construir un aixopluc, preparar i fer un foc, cuinar i menjar; heu de saber lligar troncs per fer un pont o una barcassa, trobar el camí, en la foscor igual que de dia, en un país desconegut, i moltes altres coses.
- Molt poca gent aprèn aquestes coses vivint en llocs civilitzats, perquè té cases confortables i llits tous per dormir, té sempre el menjar a punt, i quan no sap el camí, només cal demanar-ho al guàrdia de la cantonada.
- Mentre viviu en aquest món, esforceu-vos a fer alguna cosa que resti quan vosaltres ja no hi sereu. Està bé ser bo, però encara és millor de fer el bé.
- Feu la vostra «bona obra» diària. Feu-la no només amb els vostres amics, sinó també amb els desconeguts.

## Tractament protocol·lari
El nom de la família va canviar legalment de Powell a Baden-Powell per Reial llicència el 30 d'abril del 1902.
- 1857-1860: Stephenson Smyth Robert Powell
- 1860-1876: Stephenson Smyth Robert Baden-Powell
- 1876: Sub-tinent Stephenson Smyth Robert Baden-Powell
- 1876-1884: Tinent Stephenson Smyth Robert Baden-Powell
- 1884-1892: Capità Stephenson Smyth Robert Baden-Powell
- 1892-1896: Major Stephenson Smyth Robert Baden-Powell
- 1896-25 d'abril 1897: Major (Tinent Coronel) Stephenson Smyth Robert Baden-Powell
- 25 d'abril a 7 de maig 1897: Tinent Coronel Stephenson Smyth Robert Baden-Powell
- 7 de maig 1897-1901: Tinent Coronel (Coronel) Stephenson Smyth Robert Baden-Powell
- 1901-1902: General Robert Stephenson Smyth Baden-Powell
- 1902-1907: General Robert Stephenson Smyth Baden-Powell, CB
- 1907-12 d'octubre 1909: Tinent General Robert Stephenson Smyth Baden-Powell, CB
- 12 d'octubre a 9 de novembre, 1909: Tinent General Sir Robert Stephenson Smyth Baden-Powell, KCVO, CB
- 9 de novembre 1909-1912: Tinent General Sir Robert Stephenson Smyth Baden-Powell, KCB, KCVO
- 1912-1923: Tinent General Sir Robert Stephenson Smyth Baden-Powell, KCB, KCVO, Venerable Orde de Sant Joan (KStJ)
- 1923-1927: Tinent General Sir Robert Stephenson Smyth Baden-Powell, Baronet (Bt), GCVO, KCB, KStJ
- 1927-1929: Tinent General Sir Robert Stephenson Smyth Baden-Powell, Bt, GCMG, GCVO, KCB, KStJ
- 1929-1937: Tinent General Molt Honorable Lord Baden-Powell, GCMG, GCVO, KCB, KStJ
- 1937-1941: Tinent General Molt Honorable Lord Baden-Powell, OM, GCMG, GCVO, KCB, KStJ

## L'obra
| Llibres militars - 1884: Reconnaissance and Scouting - 1885: Cavalry Instruction - 1889: Pigsticking or Hoghunting - 1896: The Downfall of Prempeh - 1897: The Matabele Campaign - 1899: Aids to Scouting for N.-C.Os and Men - 1900: Sport in War - 1901: Notes and Instructions for the South African Constabulary - 1914: Quick Training for War Llibres d'Escoltisme - 1908: Scouting for Boys - 1909: Yarns for Boy Scouts - 1912: Handbook for Girl Guides (co-escrit amb Agnes Baden-Powell) - 1913: Boy Scouts Beyond The Sea: My World Tour - 1916: The Wolf Cub's handbook - 1918: Girl Guiding - 1919: Aids To Scoutmastership - 1921: What Scouts Can Do: More Yarns - 1922: Rovering to Success - 1929: Scouting and Youth Movements - 1935: Scouting Round the World - principis 1939: Testament de Baden-Powell | Altres llibres - 1905: Ambidexterity (co-escrit amb John Jackson) - 1915: Indian Memories - 1915: My Adventures as a Spy - 1916: Young Knights of the Empire: Their Code, and Further Scout Yarns - 1921: An Old Wolf's Favourites - 1927: Life's Snags and How to Meet Them - 1933: Lessons From the Varsity of Life - 1934: Adventures and Accidents - 1936: Adventuring to Manhood - 1937: African Adventures - 1938: Birds and beasts of Africa - 1939: Paddle Your Own Canoe - 1940: More Sketches Of Kenya Escultura - 1905 John Smith |  |

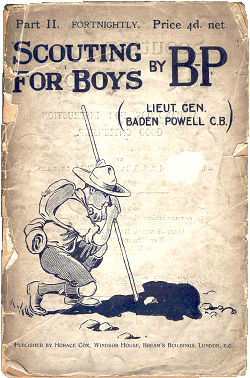
Portada de la segona part del llibre Escoltisme per a nois, Gener 1908

## Honors
Baró Baden-Powell, de Gilwell al comtat d'Essex - 17 de setembre de 1929
 Baronet (Bt) - 1 de gener de 1921 (dated 21 February 1923)
 Orde del Mèrit – 11 de maig de 1937
 Gran Creu de cavaller de l'orde de Sant Miquel i Sant Jordi – 3 de juny de 1927
 Gran Creu de Cavaller del Reial Orde Victorià - 1 de gener de 1923
 Cavaller Comandant del Reial Orde Victorià - 3 d'octubre de 1909
  Cavaller Comandant de l'orde del Bany - 12 d'octubre de 1909
 Company de l'orde del Bany – 12 d'octubre de 1901||
  Cavaller de Gràcia del Venerable Orde de Sant Joan - 23 de maig de 1912
 Medalla d'Aixanti - 1895
 Medalla de la Companyia Britànica de Sud-àfrica - 1896
 Medalla de la Reina de Sud-àfrica - 1896
 Medalla del Rei de Sud-àfrica 1901-1902 amb barres SOUTH AFRICA 1901, SOUTH AFRICA 1902
 Medalla de la Coronació del Rei Jordi V 1911 – 30 de juny de 1911
 Medalla del Jubileu de Plata del Rei Jordi V 1935 – 6 de maig de 1935
 Medalla de la Coronació del Rei Jordi VI 1937 – 12 de maig de 1937
 Gran Oficial de l'orde militar de Crist (Portugal) – 7 d'octubre de 1919
 Gran Comandant de l'orde del Redemptor (Grècia) – 21 d'octubre de 1920
 Gran Creu de l'rde de Dannebrog – 11 d'octubre de 1921
 Gran Creu de l'orde del Lleó Blanc (Txecoslovàquia) – 6 de novembre de 1929
 Cavaller de l'orde del Mèrit (Hongria) - 1929
 Gran Creu de l'orde del Fènix (Grècia) – 1930
 Gran Creu de l'orde d'Orange-Nassau (Països Baixos) – 1932